# SMIM2
SMIM2 (англ. Small integral membrane protein 2) – білок, який кодується однойменним геном, розташованим у людей на 13-й хромосомі. Довжина поліпептидного ланцюга білка становить 85 амінокислот, а молекулярна маса — 9 520.
| 10         |  | 20         |  | 30         |  | 40         |  | 50         |
| ---------- |  | ---------- |  | ---------- |  | ---------- |  | ---------- |
| MEAGERIDAS |  | QLPHRVLETR |  | GHAISILFGF |  | WTSFICDTYI |  | VLAWISKIKG |
| SPDVSASSDE |  | PYARIQQSRR |  | QCHAEEDQSQ |  | VPEAG      |  |            |

A: Аланін

C: Цистеїн

D: Аспарагінова кислота

E: Глутамінова кислота

F: Фенілаланін

G: Гліцин

H: Гістидин

I: Ізолейцин

K: Лізин

L: Лейцин

M: Метіонін

P: Пролін

Q: Глутамін

R: Аргінін

S: Серин

T: Треонін

V: Валін

W: Триптофан

Локалізований у мембрані.